# الاستقرار الثنائي

رسم بياني للطاقة الكامنة لنظام ثنائي الاستقرار؛ لديها اثنين من الحدود الدنيا المحلية و. سطح على شكل مثل هذا مع «نقطتين منخفضتين» يمكن أن يعمل كنظام ثنائي الاستقرار؛ لا يمكن أن تكون الكرة المستقرة على السطح مستقرة إلا في هذين الموضعين، مثل الكرات التي تحمل علامة "1" و "2". بين الاثنين هو الحد الأقصى المحلي. الكرة التي تقع عند هذه النقطة، الكرة 3، في حالة توازن لكنها غير مستقرة؛ أدنى اضطراب سيؤدي إلى انتقاله إلى إحدى النقاط المستقرة.

في ظل نظام ديناميكي، يعني هذا النظام وجود حالتي توازن مستقرتين. شيء يمكن أن يستريح في أي من الولايتين. ومن أمثلة الأجهزة الميكانيكية التي يمكن التحكم فيها مفتاح الإضاءة. تم تصميم ذراع المفتاح بحيث يستقر في الوضع "ON" (تشغيل) أو "OFF" (إيقاف التشغيل)، ولكن ليس بين الاثنين. يمكن أن يحدث السلوك البستولي في الروابط الميكانيكية، والدوائر الإلكترونية، والأنظمة البصرية غير الخطية، والتفاعلات الكيميائية، والأنظمة الفسيولوجية والبيولوجية.
وفي مجال القوة المحافظة، تنبع القدرة على الإقلال من حقيقة مفادها أن الطاقة المحتملة تشتمل على الحد الأدنى المحلي، والذي يشكل نقطة التوازن المستقرة  ولا ينبغي لهذه الدول المتبقية أن تتمتع بطاقة طاقة متساوية. ومن خلال الحجج الرياضية، لابد أن تقع نقطة التوازن المحلية القصوى غير المستقرة بين القليلين الأدنى. في بقية الأمر، سيكون الجسيم في أحد مواضع الحد الأدنى للتوازن، لأن ذلك يتوافق مع حالة أقل طاقة. يمكن تصور الحد الأقصى كحاجز بينهما.
يمكن أن ينتقل النظام من حالة طاقة بسيطة إلى أخرى إذا تم إعطاؤه طاقة تنشيط كافية لاختراق الحاجز (قارن طاقة التنشيط والمعادلة Arrhenius للحالة الكيميائية). وبعد الوصول إلى الحاجز، سيسترخي النظام في حالة الحد الأدنى الأخرى في وقت يسمى بوقت الاسترخاء.
تستخدم إمكانية استخدام البيانات على نطاق واسع في الأجهزة الإلكترونية الرقمية لتخزين البيانات الثنائية. وهي الخاصية الأساسية لقلب-فلوب، وهي دائرة تمثل كتلة أساسية من أجهزة الكمبيوتر وبعض أنواع ذاكرة أشباه الموصلات. يمكن للجهاز القابل للبكستata تخزين وحدة بت واحدة من البيانات الثنائية، حيث تمثل حالة واحدة "0" والحالة الأخرى "1". كما يُستخدم أيضًا في مولدات الذبذبات، وأجهزة الاهتزاز المتعددة، ومشعل Schmitt. قابلية الإرسال البصري هي سمة لبعض الأجهزة البصرية حيث يكون هناك حالتي إرسال رنان ممكنين ومستقرين، يعتمد على الإدخال. كما يمكن أن تنشأ القدرة على استخدام المواد الكيميائية الحيوية في النظم الكيميائية الحيوية، حيث تنتج نواتج رقمية شبيهة بالمتحول من التركيزات والأنشطة الكيميائية المكونة لها. وهي ترتبط في كثير من الأحيان بالتستيريو في مثل هذه الأنظمة.

## النمذجة الرياضية
في اللغة الرياضية لتحليل الأنظمة الديناميكية، يكون أحد أبسط الأنظمة القابلة للتمكين هو
{\displaystyle {\frac {dy}{dt}}=y(1-y^{2}).}
يصف هذا النظام الكرة المتدحرجة إلى أسفل المنحنى باستخدام المعادلة {\displaystyle {\frac {y^{4}}{4}}-{\frac {y^{2}}{2}}}ولهما ثلاث نقاط توازن:{\displaystyle y=1}, {\displaystyle y=0} ، {\displaystyle y=-1}. النقطة الوسطى {\displaystyle y=0} غير مستقرة، وفي حين أن النقطتين الأخريين مستقرتين. اتجاه التغيير {\displaystyle y(t)} مع مرور الوقت يعتمد على الحالة الأولية {\displaystyle y(0)}. إذا كانت الحالة الأولية موجبة ({\displaystyle y(0)>0})، ثم المعادلة {\displaystyle y(t)} تصل 1 مع مرور الوقت، ولكن إذا كانت الحالة الأولية سلبية ({\displaystyle y(0)<0})، إذا {\displaystyle y(t)} تصبح -1 مع مرور الوقت. وهكذا، تتشكل الديناميات الثنائية.ويمكن أن تكون الحالة الأخيرة للنظام كذلك {\displaystyle y=1} أو {\displaystyle y=-1} ، وفقًا للظروف الأولية.
ويمكن فهم المنطقة الثنائية بناءا على {\displaystyle {\frac {dy}{dt}}=y(r-y^{2})} التي تخضع لأكسدة حيوية فائقة الخطورة بسبب معامل الأكسدة الحيوية {\displaystyle r} .

## في النظم البيولوجية والكيميائية
إن القدرة على فهم الظواهر الأساسية في الأداء الخلوي، مثل عمليات صنع القرار في تقدم دورة الخلية، والتمايز الخلوي،  والتبتوز. كما أنها تشارك في فقدان الاتزان الداخلي الخلوي المرتبط بأحداث مبكرة في بداية الإصابة بالسرطان وفي أمراض البريون وكذلك في منشأ الأنواع الجديدة (متخصص).
يمكن توليد القدرة على التحسس من خلال حلقة مرتدة إيجابية مع خطوة تنظيمية فائقة الحساسية. تقوم حلقات التغذية الراجعة الإيجابية، مثل Simple X بتنشيط Y وY بتنشيط X بشكل أساسي، وهي تربط إشارات الإخراج بإشارات الإدخال الخاصة بها، وقد لوحظ أنها تمثل فكرة تنظيمية مهمة في تحويل الإشارات الخلوية لأن الإيجابية يمكن أن تخلق مفاتيح مع كل- قرار أو لا شيء. وقد أظهرت الدراسات أن العديد من الأنظمة البيولوجية، مثل نضوج الخلايا الكوية Xenopus  عملية تحويل إشارة الكالسيوم الثديية والقطبية في الخميرة الناشئة، تتضمن حلقات تغذية مرتدة مؤقتة (بطيئة وسريعة)، أو أكثر من حلقة تغذية مرتدة واحدة تحدث في أوقات مختلفة. إن وجود حلقتي تغذية مرتدة إيجابيتين زمنيتين مختلفتين أو «مفاتيح مزدوجة الوقت» يسمح (أ) بزيادة التنظيم: محولين لهما أوقات تنشيط وإلغاء تنشيط قابلة للتغيير مستقلة؛ و (ب) حلقات مرتدة مرتبطة على عدة جداول زمنية يمكن أن تقوم بتصفية الضوضاء.
كما يمكن أن تنشأ القدرة على استخدام مادة البيوكيميائية في نظام كيميائي حيوي فقط بالنسبة لمجموعة معينة من قيم البارامترات، حيث يمكن تفسير هذه المعلمة غالباً على أنها قوة التغذية المرتدة. في العديد من الأمثلة النموذجية، يحتوي النظام على نقطة ثابتة واحدة فقط عند القيم المنخفضة للمعامل. يؤدي تكوين ثنائي العقدة إلى ظهور زوج من النقاط الثابتة الجديدة، واحدة ثابتة والأخرى غير ثابتة، بقيمة حرجة للمعامل. ويمكن أن يشكل الحل غير المستقر بعد ذلك عملية ثنائي لعقدة السرج مع الحل الأولي الثابت عند قيمة أعلى للمعلمة، مما يترك الحل الثابت الأعلى فقط. وبالتالي، عند قيم المعلمة بين القيمتين الحرجة، يكون للنظام حلان مستقران. مثال على نظام ديناميكي يظهر مثل هذا النظام.
{\displaystyle {\frac {\mathrm {d} x}{\mathrm {d} t}}=r+{\frac {x^{5}}{1+x^{5}}}-x}
حيث {\displaystyle x} هو المخرجات و {\displaystyle r} هي المعامل، والتي تعمل بمثابة المدخلات.
يمكن تعديل القدرة على استخدام المواد المتفاعلة لتكون أكثر قوة ولتحمل تغييرات كبيرة في تركيزات المواد المتفاعلة، مع الحفاظ على طابعها «الشبيهة بالتحويل». إن التغذية المرتدة لكل من منشط النظام والمثبط تجعل النظام قادرًا على تحمل نطاق واسع من التركيزات. ومن أمثلة ذلك في بيولوجيا الخلايا هو CDK1 المنشط (Cyclin Dependent kinase 1) الذي يقوم بتنشيط منشط Cdc25 في الوقت نفسه إلغاء تنشيط منشط الخلية، We1، مما يسمح بتطور الخلية إلى الانقسام المتساوي.وبدون هذه التغذية المرتدة المزدوجة، سيظل النظام غير قابل للتدبر، ولكنه لن يكون قادرا على تحمل مثل هذه المجموعة الواسعة من التركيزات.
كما تم وصف القدرة على استخدام الخلايا البستلية في التطور الجنيني لروسوفيلا ميلانوجاستر (ذبابة الفاكهة). ومن الأمثلة على ذلك الجزء الأمامي-الخلفي  والظهر البطني  وتشكيل المحور وتطور العين.
ومن بين الأمثلة الرئيسية على القدرة على البستاخ في الأنظمة البيولوجية ذلك الجزيء الصوتي (ش)، وهو جزيء الإشارات الذي يفرز، والذي يلعب دوراً حاسماً في التنمية. يعمل شير في عمليات متنوعة في مجال التطوير، بما في ذلك تمايز الأنسجة برعم تنميط. تعمل شبكة إشارات Shh كمحول (switch) قابل للتدفق، مما يسمح للخلية بتبديل الحالات بشكل مفاجئ عند تركيزات محددة من shh. ويتم تنشيط النسخ الطبقي 1 وgli2 بواسطة Shh، وتعمل منتجاتها الجينية كمنشطات عابرة للأشكال للتعبير الخاص بها ولأهداف أسفل إشارات Shh. وفي نفس الوقت، يتم التحكم في شبكة إشارات التنبيه (Shh) من خلال حلقة تغذية راجعة سلبية حيث تعمل عوامل نسخ الجلي على تنشيط النسخ المحسنة لضاغط (PTC). توضح شبكة إرسال الإشارات هذه حلقات الملاحظات الإيجابية والسلبية المتزامنة التي تساعد الحساسية الرائعة لها على إنشاء محول قابل للبكستنة.
ولا يمكن أن تنشأ القابلية للبكستريا إلا في النظم البيولوجية والكيميائية إذا استوفيت ثلاثة شروط ضرورية هي: التغذية المرتدة الايجابية، وآلية لتصفية المحفزات الصغيرة وآلية لمنع الزيادة دون قيود.
وقد تم دراسة النظم الكيميائية القابلة للبكتيريا على نطاق واسع لتحليل حرائك الاسترخاء، والديناميكا الحرارية غير المتوازنة، والرنين الصمغية، فضلاً عن تغير المناخ. وفي النظم الممتدة على نطاق مكاني تبدأ العلاقات المتبادلة المحلية وتم تحليل انتشار الموجات المتنقلة.
غالباً ما يصاحبها التستيريو. على مستوى المحتوى، إذا تم التفكير في العديد من عمليات إعادة تنظيم النظام القابل للتحسين (على سبيل المثال، العديد من الخلايا القابلة للتحسين (التخصص)  ، ويلاحظ المرء عادة التوزيعات البميود. في متوسط المجموعة على الجماعة الأحيائية، قد تبدو النتيجة ببساطة انتقال سلس، وبالتالي تظهر قيمة دقة الخلية الواحدة.
يعرف نوع معين من عدم الاستقرار باسم «القفز»، وهو الاستقرار الثنائي في مساحة التردد. وهنا يمكن للمسارات أن تلتقط الصور بين دورتي حد مستقرتين، وبالتالي تظهر خصائص مماثلة للثبات الثنائي العادي عند القياس داخل قسم البوينار.

## في الأنظمة الميكانيكية
كما هو مطبق في تصميم الأنظمة الميكانيكية، يقال بشكل أكثر شيوعًا إن هذه الآلية «فوق المركز»، أي أن العمل يتم على النظام لنقلها إلى ما بعد الذروة، وعند هذه النقطة تنتقل الآلية إلى «المركز» إلى وضعها الثانوي المستقر.والنتيجة هي إجراء من نوع التبديل - العمل الذي يتم تطبيقه على النظام دون الحد الكافي لإرساله «عبر المركز» لا يؤدي إلى أي تغيير في حالة الآلية.
«النوابض» هي طريقة شائعة لتحقيق العمل في «أكثر من مركز». يمكن أن يؤدي النابض المتصل بآلية بسيطة من النوع ذي السقاطة ثنائية المواضع إلى إنشاء زر أو مكبس يتم النقر فوقه أو التبديل بين حالتي ميكانيكية. يستخدم العديد من الأقلام القابلة للسحب على شكل راية أو كروية كروية هذا النوع من الآليات القابلة للبيسبول.
ومن بين الأمثلة الأكثر شيوعاً للجهاز الذي يزيد عن المركز وجود محول حائطي كهربائي عادي. غالبًا ما يتم تصميم هذه المفاتيح بحيث تستقر بإحكام في وضع «التشغيل» أو «إيقاف التشغيل» بمجرد تحريك مقبض التبديل لمسافة معينة إلى ما بعد النقطة المركزية.
«المزلاج» عبارة عن توضيح — نظام «فوق المركز» متعدد الثبات يُستخدم لإنشاء حركة لا يمكن الرجوع عنها. ويسير المزلاج فوق المركز عند تدويره في الاتجاه الأمامي. في هذه الحالة، يشير مصطلح «فوق المركز» إلى استقرار السقاطة و«قفلها» في موضع معين حتى يتم النقر للأمام مرة أخرى؛ ولا علاقة له بسقاطة عدم القدرة على الدوران في الاتجاه العكسي.

سقاطة في العمل. تشكل كل سن في المزلاج مع المناطق الموجودة على جانبيها آلية بسيطة قابلة للثبات.

## روابط خارجية
- http://www.answers.com/topic/optical-bistability
- مستشعر القصب الحيوي